# Berni német nyelv

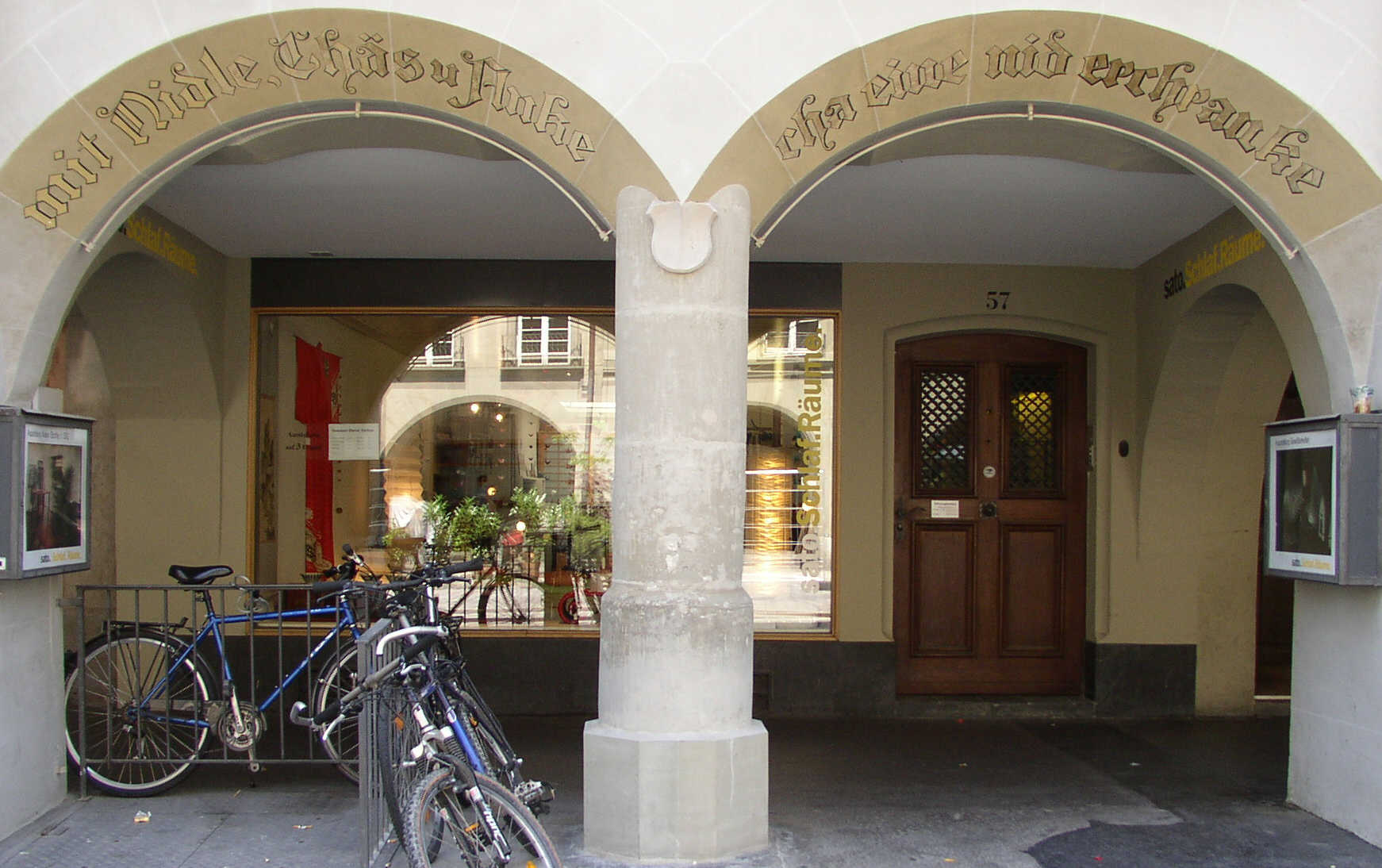
Boltívekre vésett feliratok berni német nyelven

A berni német nyelv (németül Berndeutsch vagy Bärndütsch) azon svájci német dialektusok összessége, amelyeket Bern kantonban és Mittellandban beszélnek. 

## Elterjedés
Nincs egységes, világos határvonala a berni német nyelvterületnek. Általában a Bern Kantonban beszélt dialektusokat sorolják ide, de a dialektushatárok csak részben esnek egybe a kantonhatárokkal. Freiburg kanton északkeleti részén, Solothurn kanton déli részén és Aargau kanton délnyugati részén beszélnek olyan dialektusokat, amik a berni némettel gyakorlatilag azonosak. A Berni-felvidék völgyeiben azonban a Berner Mittelland dialektusától nagyon eltérően beszélnek. A Berner Jurában franciául beszélnek, Bielben pedig egyaránt beszélnek svájci németül és franciául.

## Kiejtés
A berni német kiejtése az alábbiak szerint tér el a többi svájci dialektustól:
- Az /l/ hangot mássalhangzó előtt és szótag végén zárt „u”-nak ejtik, például Miuch (Milch), Fauue (Falle), Esu (Esel);
- Az /nd/ általában [ŋ(:)], például angers (anders), Ching (Kind), Sang (Sand), de vannak kivételek is, például Fründ (Freund);
- Az ei  esetében kiejtik az é és i hangokat, hasonlóan az angol „take” és „mail” szavakhoz.
- Az Alpok felé haladva egyre kevésbé, de az egész Berner Mittellandban elterjedt az, hogy a /k/ előtti /n/ módosítja a kiejtést, hasonlóan a régies treiche (trinken), däiche (denken) és a Schinken szóval rokonítható ma is használt Scheiche (láb) szavakhoz.

## Szókincs
A berni német szókincs javarészt megegyezik a svájci német szókinccsel, de vannak különlegességei, mint például a gäng/geng/ging (ami azt jelenti magyarul, hogy mindig) vagy a Schaft (a szekrény, ami a legtöbb svájci dialektusban Chaschte) és a praktikus jokerszó, az äuwä illetve äuä.  
Erős francia hatás is felismerhető például a merci (köszönöm), Velo (kerékpár) és a Coiffeur (fodrász) szavakban, valamint szaporodnak az angol jövevényszavak is.

## Nyelvtan
A berni német nyelvtana messzemenően hasonlít a többi svájci dialektus nyelvtanához, de egy feltűnő különbség a magázó forma, amely (a franciához hasonlóan) a többes szám második személlyel azonos:
- magyarul: Ön mit akar inni?
- Bernben: Was weit Dihr trinke?
- Svájc többi részén: Was wänd Si trinke

Ebből következik az is, hogy a köszönés magázó alakja Bernben Grüessech (Grüss Euch), szemben Svájc más részeivel, ahol az Grüezi (Grüss Sie).

### Névmások
A következő táblázat a személyes névmásokat foglalja össze minden személyben és esetben. Zárójelben szerepelnek a hangsúlytalan alakok:
| Eset | Egyes szám | Egyes szám | Egyes szám              | Többes szám  | Többes szám      | Többes szám |
| Eset | 1.         | 2.         | 3.                      | 1.           | 2.               | 3.          |
| --- | ---------- | ---------- | ----------------------- | ------------ | ---------------- | ----------- |
| Nominativ                                                                                                 | ig, i      | du (de)    | är (er), si, äs         | mir (mer)    | dihr ('er)       | si          |
| Akkusativ                                                                                                 | mi         | di         | ihn (ne), si (se), ihns | üs (is, nis) | öich (ech, nech) | si (se)     |
| Dativ | mir (mer)  | dir (der)  | ihm, ihre, ihm          | üs (is, nis) | öich (ech, nech) | ihne (ne)   |
| Forrás: Barbara Feuz. Bärndütsch. Cosmos Verlag, CH-3074 Muri bei Bern, 17. o. (1995). ISBN 3-305-00250-6 |            |            |                         |              |                  |             |

A birtokos névmások alanyesetben (Nominativ) és tárgyesetben (Akkusativ) azonosak:
| | Egyes szám | Egyes szám | Egyes szám | Többes szám | Többes szám | Többes szám |
| 1. | 2.         | 3.         | 1.         | 2.          | 3.          |             |
| --- | ---------- | ---------- | ---------- | ----------- | ----------- | ----------- |
| Mask. | myne       | dyne       | syne/ihre  | üse         | öie         | ihre        |
| Fem. | myni       | dyni       | syni/ihri  | üsi         | öiji        | ihri        |
| Neut. | mys        | dys        | sys        | üses        | öies        | ihres       |
| Plur. | myni       | dyni       | syni/ihri  | üsi         | öiji        | ihri        |
| Forrás: Barbara Feuz. Bärndütsch. Cosmos Verlag, CH-3074 Muri bei Bern, 89. o. (1995). ISBN 3-305-00250-6 |            |            |            |             |             |             |

A birtokos névmások részes esete (Dativ) a következő:
| | Egyes szám | Egyes szám | Egyes szám | Többes szám | Többes szám | Többes szám |
| 1. | 2.         | 3.         | 1.         | 2.          | 3.          |             |
| --- | ---------- | ---------- | ---------- | ----------- | ----------- | ----------- |
| Mask. | mym        | dym        | sym/ihrem  | üsem        | öiem        | ihrem       |
| Fem. | myre       | dyre       | syre/ihre  | üsere       | öiere       | ihre        |
| Neut. | mym        | dym        | sym/ihrem  | üsem        | öiem        | ihrem       |
| Plur. | myne       | dyne       | syne/ihre  | üsne        | öine        | ihrne       |
| Forrás: Barbara Feuz. Bärndütsch. Cosmos Verlag, CH-3074 Muri bei Bern, 89. o. (1995). ISBN 3-305-00250-6 |            |            |            |             |             |             |

Genitiv a svájci német dialektusokban, így a berniben is gyakorlatilag nem használatos.

### Igék
A berni németben az igék alapalakjának végződése rendszerint -e. Az igék jelenidejű ragozása alapesetben a következő:
| | Egyes szám | Többes szám |
| --- | ---------- | ----------- |
| 1. személy                                                                                                | -e         | -e          |
| 2. személy                                                                                                | -(i)sch    | -et         |
| 3. személy                                                                                                | -(e)t      | -e          |
| Forrás: Barbara Feuz. Bärndütsch. Cosmos Verlag, CH-3074 Muri bei Bern, 17. o. (1995). ISBN 3-305-00250-6 |            |             |

#### Igeidők
Az igeidőknél hiányzik a jövő, helyette jelenidőt használnak, szükség esetén időhatározóval.
A többi svájci dialektushoz hasonlóan a berni sem ismeri a Präteritum fogalmát, mindig a Perfekt alakkal helyettesíti, például a német „Wir schauten.” mondatból „Mir hei gluegt.” lesz. A Präteritum hiánya miatt nem képezhető Plusquamperfekt sem, ezért az előidejűséget dupla segédigével fejezik ki:
- Magyar: Amikor bejöttem, addigra már befejezték az étkezést.
- Német: Als ich hereinkam, hatten sie bereits gegessen.
- Berndütsch: Woni bi inecho, hei si scho ggässe gha.

A példa azt is szemlélteti, hogy a wo kérdőszóhoz n kötőhanggal kapcsolódik a személyes névmás. 

#### Rendhagyó igék
Egyes igék ragozása eltér a szabálytól, kivételt képez. Ezeket foglalja össze a következő táblázat:

| Irodalmi német                                                                                    | Berni német | Egyes szám | Egyes szám | Egyes szám | Többes szám | Többes szám | Többes szám | Perfekt    |
| Irodalmi német                                                                                    | Berni német | 1.         | 2.         | 3.         | 1.          | 2.          | 3.          | Perfekt    |
| ------------------------------------------------------------------------------------------------- | ----------- | ---------- | ---------- | ---------- | ----------- | ----------- | ----------- | ---------- |
| essen                                                                                             | ässe        | isse       | issisch    | isst       | ässe        | ässet       | ässe        | ha ggässe  |
| geben                                                                                             | gä          | gibe       | gisch      | git        | gä          | gät         | gä          | ha ggä     |
| gehen                                                                                             | gah         | gah        | geisch     | geit       | göh         | göht        | göh         | si ggange  |
| haben                                                                                             | ha          | ha         | hesch      | het        | hei         | heit        | hei         | ha gha     |
| kommen                                                                                            | chöme       | chume      | chunsch    | chunt      | chöi        | chöit       | chöi        | si gcho    |
| lesen                                                                                             | läse        | lise       | lisisch    | list       | läse        | läset       | läse        | ha gläse   |
| nehmen                                                                                            | näh         | nime       | nimsch     | nimt       | näh         | näht        | näh         | ha gno     |
| sagen                                                                                             | säge        | säge       | seisch     | seit       | säge        | säget       | säge        | ha gseit   |
| sein                                                                                              | si          | bi         | bisch      | isch       | si          | seit        | si          | si gsi     |
| stehen                                                                                            | stah        | stah       | steisch    | steit      | stöh        | stöht       | stöh        | si gstange |
| tun                                                                                               | tue         | tue        | tuesch     | tuet       | tüe         | tüet        | tüe         | ha taa     |
| werden                                                                                            | wärde       | wirde      | wirsch     | wird       | wärde       | wärdet      | wärde       | si worde   |
| wollen                                                                                            | wölle       | wott       | wotsch     | wott       | wei         | weit        | wei         | ha wölle   |
| Forrás: Barbara Feuz. Bärndütsch. Cosmos Verlag, CH-3074 Muri bei Bern (1995). ISBN 3-305-00250-6 |             |            |            |            |             |             |             |            |

#### Segédigék
Mint a legtöbb nyelvben és dialektusban, a berni németben is rendhagyó a segédigék ragozása:

| Irodalmi német                                                                                    | Berni német | Egyes szám | Egyes szám | Egyes szám | Többes szám | Többes szám | Többes szám |
| Irodalmi német                                                                                    | Berni német | 1.         | 2.         | 3.         | 1.          | 2.          | 3.          |
| ------------------------------------------------------------------------------------------------- | ----------- | ---------- | ---------- | ---------- | ----------- | ----------- | ----------- |
| können                                                                                            | chönne      | cha        | chasch     | cha        | chöi        | chöit       | chöi        |
| müssen                                                                                            | müesse      | mues       | muesch     | mues       | müesse      | müesst      | müesse      |
| dürfen                                                                                            | dörffe      | darf       | darfsch    | darf       | dörffe      | dörffet     | dörffe      |
| lassen                                                                                            | la          | la         | lasch      | lat        | la/lö       | lat/löt     | la/lö       |
| mögen                                                                                             | möge        | ma         | masch      | ma         | möge        | möget       | möge        |
| sollen                                                                                            | sölle       | söll       | söllsch    | söll       | sölle       | söllet      | sölle       |
| Forrás: Barbara Feuz. Bärndütsch. Cosmos Verlag, CH-3074 Muri bei Bern (1995). ISBN 3-305-00250-6 |             |            |            |            |             |             |             |

### Szórend
Különösen a mellékmondatokban figyelhető meg a berni német szintaxisának eltérő volta.
- Magyar: Mivel múlt este hideg volt, most (ő) el akar menni fát hozni.
- Irodalmi német: Weil es letzte Nacht kalt war, will er nun Holz holen gehen.
- Zürichi német: Wils letscht Nacht chalt gsi isch, will er jetz Holz ga hole ga.
- Berni német: Wüus letscht Nacht chaut isch gsi, wott er itz ga Houz reiche.

A megyek aludni kifejezés így hangzik: I ga ga lige.

### Számnevek
Figyelemreméltó még, hogy a számnevek egytől háromig nemfüggőek:
- egy férfi: ein Mann
- egy nő: eine Frou
- egy gyerek: ein Ching
- két férfi: zwe Manne
- két nő: zwo Froue
- két gyerek: zwöi Ching
- három férfi: drei Manne
- három nő: drei Froue
- három gyerek: drü Ching

### Kérdőszavak
A Genitiv gyakorlatilag a kérdőszavak esetében sem használatos a berni németben. A was kérdőszó (magyarul mi illetve mit) minden nemben és esetben az irodalmi némettel azonos. Más a helyzet a wer (magyarul ki illetve kit) kérdőszóval, ugyanis annak Nominativ és Akkusativ alakjait a berni németben nem különböztetik meg, hanem mindkét esetben wer.
Az irodalmi német welche (magyarul melyik) kérdőszava a következőképpen alakul:
| Mask. | wele  | wele  | welem  |
| Fem. | weli  | weli  | welere |
| Neut. | weles | weles | welem  |
| Plur. | weli  | weli  | welne  |
| Forrás: Barbara Feuz. Bärndütsch. Cosmos Verlag, CH-3074 Muri bei Bern, 77. o. (1995). ISBN 3-305-00250-6 |       |       |        |

Az irodalmi német was für (magyarul milyen) kérdőszava pedig az alábbiak szerint:
| Mask. | was für ne  | was für ne  | was für emne |
| Fem. | was für ne  | was für ne  | was für ere  |
| Neut. | was für nes | was für nes | was für emne |
| Plur. | was für     | was für     | was fürigne  |
| Forrás: Barbara Feuz. Bärndütsch. Cosmos Verlag, CH-3074 Muri bei Bern, 78. o. (1995). ISBN 3-305-00250-6 |             |             |              |

## Helyesírás
A berni német főleg csak beszélt nyelv. Létezik széles körű berni németben írott irodalom, de minden szerző a saját írásmódját használja. Nincs egységes helyesírás, de mégis körvonalazódik két fő irányzat:
- Az egyik igyekszik az írásképet az irodalmi némethez igazítani. Ez a régebbi megközelítés, például Rudolf von Tavel, Simon Gfeller, Otto von Greyerz és Carl Albert Loosli műveiben figyelhető meg és még ma is ez a gyakoribb. Ezt írja le Werner Marti a Bärndütschi Schrybwys című könyvében.
- A másik igyekszik a berni német hangjait következetesen visszaadni. Ez az Eugen Dieth által írott Schwyzertütschi Dialäktschrift könyvre visszavezethető megközelítés más svájci régiókkal ellentétben Bernben nem nyert teret, ami azzal magyarázható, hogy már e publikációt megelőzően létezett széles körű berni irodalom.

Mint a svájci német többi dialektusáról, a berni németről is elmondható, hogy írott formája ma főleg csak a „kváziszóbeli” csatornákon terjed, például személyes levelekben, e-mailben, SMS-ben illetve chaten. Ezekben többnyire „érzés szerint” írják le többé kevésbé fonetikusan a szavakat. Ezek az írásmódok nem sorolhatók be a fenti két irányzatba.

## Belső különbségek
A kantonon belül is számos dialektusváltozat létezik. Azonban uniformizálódásuk figyelhető meg, idővel a különbségek csökkennek.
Bern városában a 20. század elején még a különböző társadalmi rétegek is más-más dialektusban beszéltek. A felső rétegek az archaikus patriciánus-berni németet beszélték, azaz az l helyett nem mondtak u-t és az r inkább a franciára hasonlított. A tősgyökeres polgárok a régies városi-berni németet beszélték, az alsó réteg ún. mattenenglisch dialektusban beszélt, a környékről a városba vándorlók vidéki dialektusokban beszéltek.
A modern városi dialektus főleg a vidéki dialektusokon alapszik, de sok szót kölcsönöz a mattenenglischből is.
A legfeltűnőbb variáció a kantonon belül a ja/jo különbség. A kanton északi részén, azaz Seeland és Oberaargau régiókban, Unteremmental egyes részein a szavakban az a gyakran o lesz (például ja/jo, Jahr/Johr, Fraag/Froog).